# (4173) Thicksten
(4173) Thicksten es un asteroide perteneciente al cinturón de asteroides, descubierto el 27 de mayo de 1982 por Carolyn Shoemaker desde el Observatorio del Monte Palomar, Estados Unidos.

## Designación y nombre
Designado provisionalmente como 1982 KG1. Fue nombrado Thicksten en honor a Robert P. Thicksten, director del Observatorio Palomar.